# Marie-Christine Gasingirwa
Marie-Christine Gasingirwa là Tổng giám đốc Khoa học, Công nghệ và Nghiên cứu Bộ Giáo dục Rwanda.

## Giáo dục
Gasingirwa có bằng cử nhân về Động vật học và Hóa sinh, tiếp theo là bằng thạc sĩ về Công nghệ sinh học nông nghiệp, và một bằng tiến sĩ y sinh, và khoa học dược phẩm.

## Sự nghiệp
Năm 2013, Gasingirwa là Hiệu trưởng của Viện Khoa học và Công nghệ Kigali ở Kigali, Rwanda.
Vào tháng 4 năm 2013, Gasingirwa phát biểu một ngày tại Hội nghị Hiệp hội các trường đại học khối thịnh vượng chung tại Đại học Nairobi về chủ đề "Tăng cường bình đẳng giới trong lãnh đạo và quản lý giáo dục đại học".
Vào tháng 8 năm 2016, Gasingirwa là thành viên của ủy ban tổ chức địa phương của Trường học Vật lý và Ứng dụng cơ bản của Châu Phi lần thứ tư hai năm tổ chức một lần, ASP2016, được tổ chức tại Đại học Khoa học và Công nghệ Rwanda, đã nói về vai trò của "giáo dục là chìa khóa để hạn chế đói nghèo và phân biệt đối xử", và như một tấm gương, bà nội của cô được gửi đến Ấn Độ vào năm 2012 để đào tạo trong sáu tháng để trở thành kỹ sư năng lượng mặt trời thực thụ.

## Vai trò khác
Gasingirwa là Phó Chủ tịch Ủy ban Quốc gia Rwandaise pour l'UNESCO (CNRU) (Ủy ban Quốc gia UNESCO) tại Kigali.

## Cuộc sống cá nhân
Gasingirwa nói tiếng Kinyarwanda, tiếng Anh, tiếng Pháp và tiếng Kiswahili.